# Bobby Farrell
Bobby Farrell, właśc. Roberto Alfonso Farrel (ur. 6 października 1949 w Sint Nicolaas na Arubie, zm. 30 grudnia 2010 w Sankt Petersburgu) – arubański tancerz i piosenkarz, członek grupy Boney M.

## Życiorys
W wieku 15 lat Farrel opuścił Arubę i został marynarzem. Mieszkał w Norwegii i w Holandii, by w końcu osiąść na dłużej w Niemczech. Pracował tam jako DJ, a jego talent został dostrzeżony przez Franka Fariana, późniejszego producenta m.in. grupy Boney M. Farrell został frontmanem i formalnie jedynym męskim wokalistą grupy - choć zaśpiewał w niej ostatecznie tylko dwie piosenki („Train to Skaville” i „We Kill the World”). 
W 2005 roku wystąpił w roli tancerza w teledysku Rogera Sancheza „Turn on the Music”. Ostatnie lata życia spędził w Amsterdamie.
29 grudnia 2010 przed i po koncercie w Petersburgu uskarżał się na problemy z oddychaniem, pozostał w pokoju hotelowym, gdzie rano znaleziono go martwego. Przyczyną śmierci była choroba serca, na którą cierpiał od 10 lat.

## Dyskografia
Albumy
- Take the Heat Off Me (1976)
- Love for Sale (1977)
- Nightflight to Venus (1978)
- Oceans of Fantasy (1979)
- Boonoonoonoos (1981)
- Christmas Album (1981)
- Ten Thousand Lightyears (1984)
- Eye Dance (1985)

Single
- „Baby Do You Wanna Bump” (1975)
- „Daddy Cool” (1976)
- „Sunny” (1976)
- „Ma Baker” (1977)
- „Belfast” (1977)
- „Rivers of Babylon” / „Brown Girl in the Ring” (1978)
- „Rasputin” (1978)
- „Mary’s Boy Child / Oh My Lord” (1978)
- „Painter Man” (UK only, 1979)
- „Hooray! Hooray! It’s a Holi-Holiday” (1979)
- „Gotta Go Home” / „El Lute” (1979)
- „I’m Born Again” / „Bahama Mama” (1979)
- „I See a Boat on the River” / „My Friend Jack” (1980)
- „Children of Paradise” / „Gadda-Da-Vida” (1980)
- „Felicidad (Margherita)” (1980)
- „Malaika” / „Consuela Biaz” (1981)
- „We Kill the World (Don’t Kill the World)” / „Boonoonoonoos” (1981)
- „Little Drummer Boy” / „6 Years of Boney M. Hits (Boney M. on 45)” (1981)
- „The Carnival Is Over” / „Going Back West” (1982)
- „Zion’s Daughter” (1982)
- „Jambo – Hakuna Matata (No Problems)” (1983)
- „Somewhere in the World” (1984)
- „Kalimba de Luna” (1984)
- „Happy Song” – Boney M. and Bobby Farrell with the School Rebels (1984)
- „My Chérie Amour” (1985)
- „Young, Free and Single” – Boney M. featuring Bobby Farrell (1985)
- „Daddy Cool (Anniversary Recording '86)” (1986)
- „Bang Bang Lulu” (1986)
- „Rivers of Babylon (Remix '88)” / „Mary’s Boy Child / Oh My Lord (Remix '88)” – Boney M. Reunion '88 (1988)
- „Megamix” (1988)
- „The Summer Mega Mix” (1989)
- „Malaika (Lambada Remix)” (1989)
- „Everybody Wants to Dance Like Josephine Baker” (1989)
- „Stories” (1990)
- „Christmas Mega Mix” (1992)
- „Megamix” (1992)
- „Brown Girl in the Ring (Remix '93)” (1993)
- „Ma Baker (Remix '93)” (1993)
- „Papa Chico” – Boney M. feat. Liz Mitchell (1994)
- „Somebody Scream – Ma Baker” – Boney M. vs. Horny United/Sash! (1999)
- „Daddy Cool '99" – Boney M. 2000 feat. Mobi T. (1999)
- „Hooray! Hooray! (Caribbean Night Fever)” – Boney M. 2000 (1999)
- „Sunny (Remix)” – Boney M. 2000 (2000)
- „Daddy Cool 2001” (2001)
- „Sunny (Mousse T. Remix)” (2006)
- „Felicidad America (Obama-Obama)” – Boney M. feat. Sherita O. & Yulee B. (2009)